# کی. اریک درکسلر
 کی. اریک درکسلر (انگلیسی: K. Eric Drexler؛ زادهٔ ۲۵ آوریل ۱۹۵۵) یک دانشمند اهل ایالات متحده آمریکا است.
مشارکت در ساخت فناوری نانو